# Kukusan (Beji)
Kukusan is een bestuurslaag in het regentschap Depok van de provincie West-Java, Indonesië. Kukusan telt 24.715 inwoners (volkstelling 2010).